# Gustav Behrend

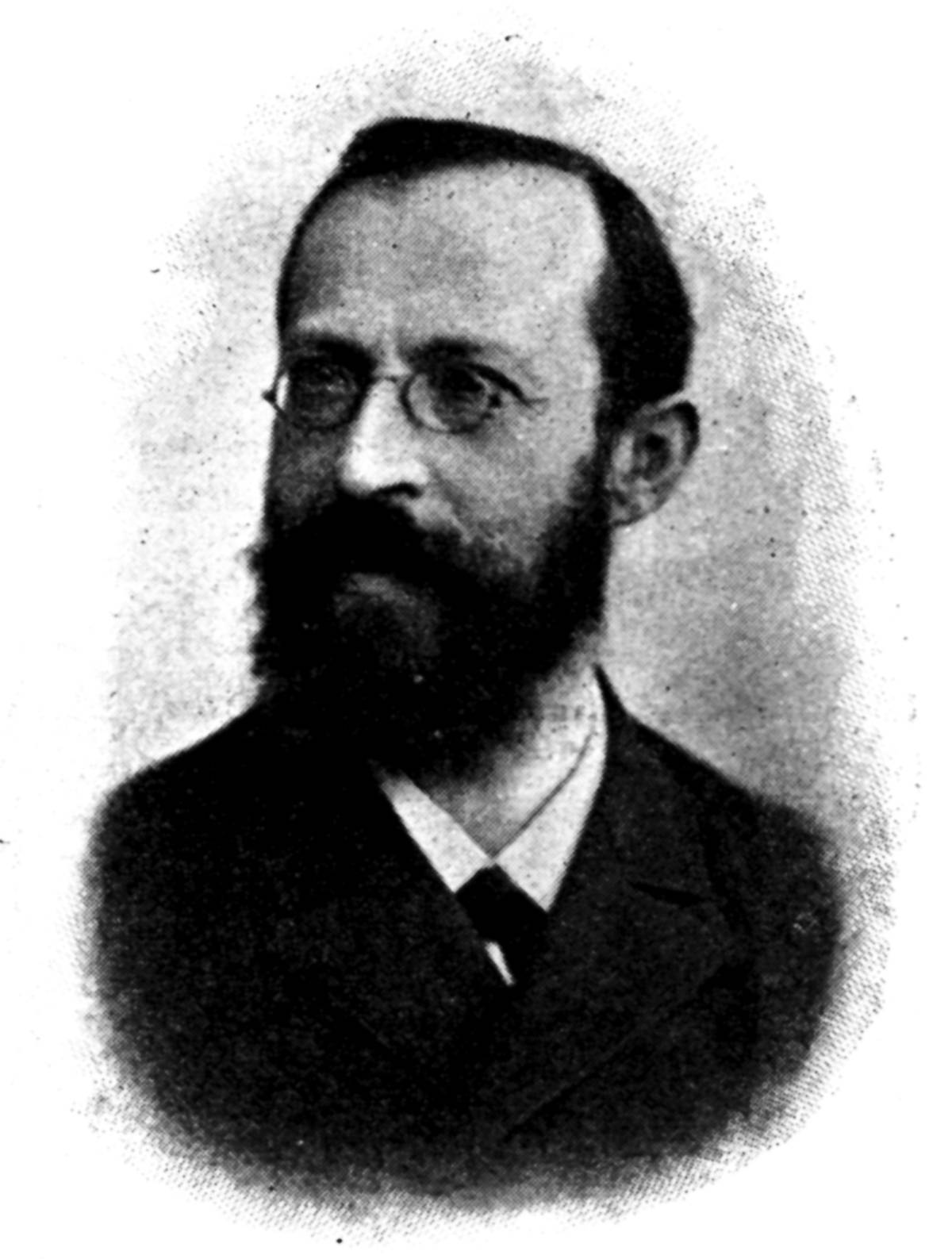
Gustav Behrend

Gustav Behrend (* 10. Januar 1847 in Neustettin; † 1925) war ein deutscher Mediziner. Er ist als Autor auf den Fachgebieten der Dermatologie und der Syphilidologie hervorgetreten.

## Leben
Behrend wurde 1847 in Neustettin in Pommern geboren. Er besuchte das Gymnasium seiner Heimatstadt und studierte ab 1867 in Berlin Medizin, wo er 1870 zum Dr. med. promoviert wurde. Während des Deutsch-Französischer Krieg arbeitete er als Lazaretharzt in Berlin. Ab 1872 arbeitete er als Arzt in Berlin. Im Jahre 1881 habilitierte er sich und hielt danach Vorlesungen. Ab 1882 war er Privatdozent und 1897 wurde er zum Professor ernannt.
Behrend veröffentlichte zahlreiche medizinische Schriften, darunter das Lehrbuch der Hautkrankheiten (1883).
Behrend verstarb 1925.

## Werke
- Beiträge zu Albert Eulenburgs Real-Encyclopädie der gesammten Heilkunde. Erste Auflage.
  - Band 5 (1881) (Digitalisat), S. 100–122: Erythema.
  - Band 11 (1882) (Digitalisat), S. 84–92: Prurigo; S. 686–702: Scabies.
  - Band 13 (1883) (Digitalisat), S. 242–253: Sycosis.
  - Band 14 (1883) (Digitalisat), S. 145–146: Tyloma, Schwiele; S. 594–596: Warze.
  - Band 15 (1883) (Digitalisat), S. 122–127 (Nachträge): Arzneiausschläge.
- Zweite Auflage.
  - Band 1 (1885) (Digitalisat), S. 245–246: Akrochordon; S. 658–663: Argyria.
  - Band 2 (1885) (Digitalisat), S. 126–128: Atheroma.